# Велосипедне кермо

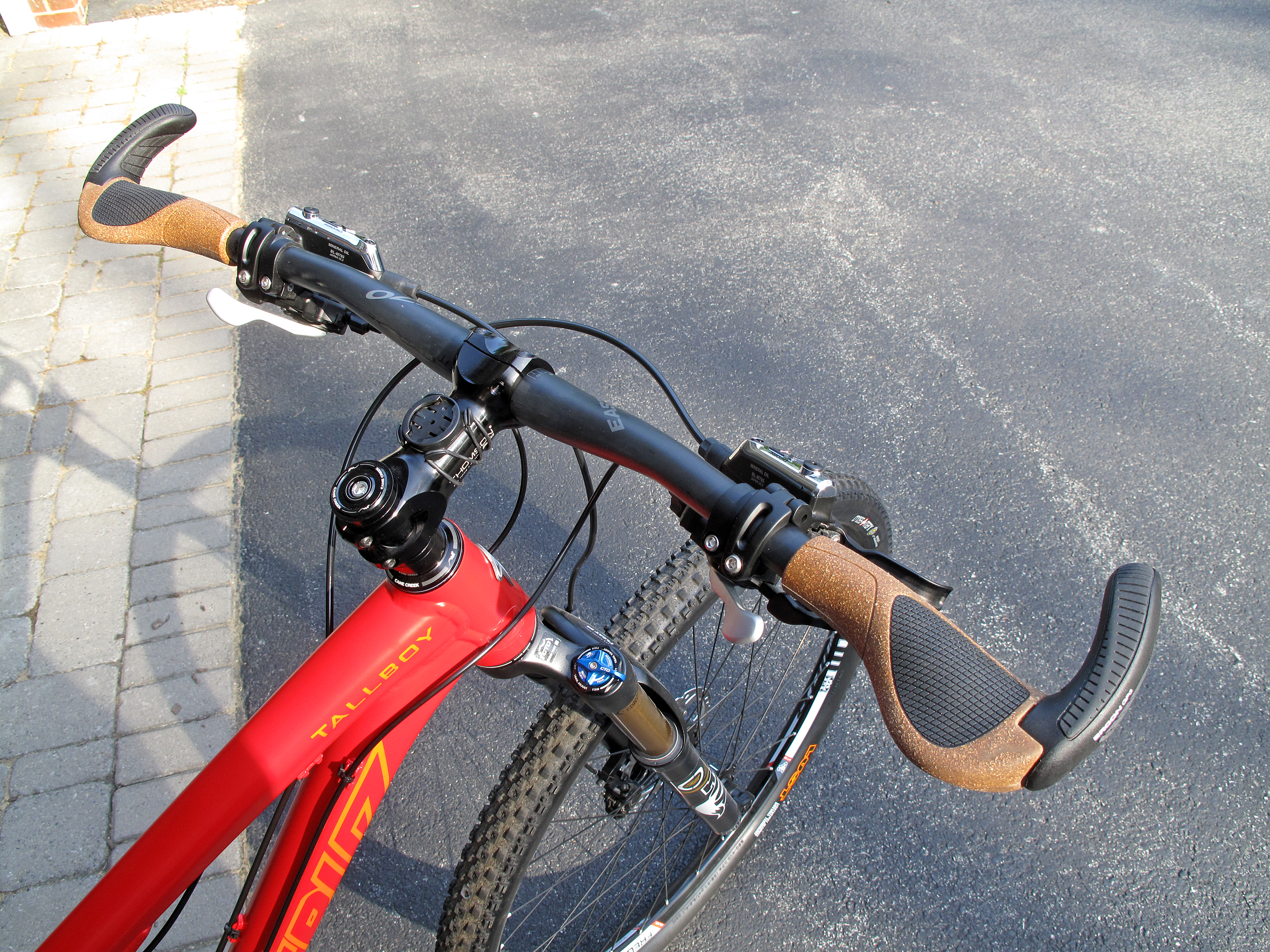
Велосипедне кермо

Велосипедне кермо — частина механізму керування велосипедом. Є еквівалентом кермового колеса автомобіля, слугує для зміни напряму руху, а також для утримування рівноваги. Велосипедне кермо є однією з контактних точок велосипедиста та велосипеда нарівні з педалями та сідлом і часто може брати участь у розподілі ваги тіла велосипедиста в залежності від його їздової позиції.
Велосипедне кермо кріпиться до виносу, який у свою чергу кріпиться до штоку вилки.
Кермо є місцем встановлення різного додатково обладнання і аксесуарів:
- ручок керма або обмотки
- дзвоника
- важелів гальм
- важелів перемикання швидкостей
- важеля блокування вилки
- важеля блокування амортизатора задньої підвіски
- дзеркала заднього виду
- обладнання для зміни позицій рук або посадки: «ріжок» чи «лежака»
- велокомп'ютера
- супутникових навігаторів або тримачів паперових мап
- білого катафоту та фари
- фляготримача і т. д.

## Матеріали
Кермо може виготовлятися із сталі, алюмінієвого сплаву, композитного матеріалу, титану або дерева.

## Типи
В залежності від типу велосипеда, стилю їзди, вподобань велосипедиста може мати різну форму, кількість положень для рук. Кожен вид в залежності від фізичних розмірів велосипедиста може мати різну ширину, підйом тощо

### Рівне
Рівне кермо (флет, флетбар, flatbar) зазвичай використовується у МТВ, гібридах, міських велосипедах, фіксах. Являє собою пряму, або злегка зігнуту до велосипедиста трубу.

### З підйомом
Кермо з підйомом або riser — варіація рівного керма, але його зовнішні частини підняті відносно середньої на висоту підйому, що може складати 15-50 мм. Варіантом такого керма є low riser — кермо з мінімальним підйомом. Використовуються у МТВ, даунхілі, фрірайді, міських велосипедах, фіксах.

### Баран
Баран або drop використовується на шосейних, кросових, трекових, дорожних велосипедах. Має складну форму — рівна центральна частина від краю завертає вперед, вниз і назад.

### BMX
Кермо з дуже великим підйомом, зазвичай має поперечину для міцності. Використовується на велосипедах BMX.

### Туринг
Також відоме як метелик або вісімка. Його форма з позиції велосипедиста нагадує цифру вісім, повернуту на 90°. Цей тип керма має велику кількість різноманітних позицій для рук, що підвищує комфорт і знижує втомлюваність у довготривалих подорожах.

### Bullhorn
Кермо, що нагадує роги бика — викривлене вперед і вгору. Популярні у тріатлоні, шосе, одношвидкісних велосипедах, і фіксах.

## Розміри

### Діаметр кріплення до виносу
Стандарт ISO 6699:2016 Cycles — Handlebar centre and stem dimensions регламентує діаметр кріплення керма 25,4 мм (1 дюйм). Однак найпопоширенішими в шосе є італійський неофіційний діаметр 26 мм. Для MTB широковживаним є 25,4 мм (1 дюйм). Також для MTB існує збільшений стандарт 31,8 мм (1¼ дюйма).
Керма для BMX мають діаметр кріплення до виносу 22,2 мм і сумісні тільки з виносами для BMX.
Також існують мало поширені або застарілі діаметри, як то:
- 25,8 мм (1 1⁄64 дюйма)
- 35 мм (1 3⁄8 дюйма)
- 26,4 мм (1 3⁄64 дюйма)

### Діаметр кріплення важелів, ручок
- 23,8 мм (15⁄16 дюйма) — використовується у шосейних і кросових велосипедах
- 22,2 мм (7⁄8 дюйма) — використовується у MTB